# Михаил Камберов
Михаил Камберов (20. ноември 1952 – 4. май 2020) е значим съвременен български художник, чиято работа оказва трайно въздействие върху съвременното визуално изкуство. Роден в София, той се утвърждава като майстор на традиционните техники, съчетавайки прецизност и иновации в своите произведения. Камберов е известен със своето изключително внимание към детайла и техниката на старите майстори, като същевременно създава произведения с висока емоционална сила и дълбочина. Неговият талант и изключителна отдаденост към изкуството му осигуряват множество международни награди и признания, включително титлата „Художник номер едно на Европа“ и награда „Творец на днешното време“. Неговото наследство е не само като художник, но и като педагог, създател на Фондация „Камберов“, която подкрепя и развива българското визуално изкуство на международната сцена.

## Биография
Михаил Камберов (20. ноември 1952 – 4. май 2020) е изтъкнат български художник, известен със своята прецизна техника и дълбокото си въздействие върху съвременното визуално изкуство. Роден в София, България, Камберов завършва средното си образование в Художествената гимназия в София през 1973 г. По-късно усъвършенства своето изкуство в Националната художествена академия в периода 1976-1981 г. Още като млад художник, неговият изключителен талант е признат, което му осигурява ранно членство в Съюза на българските художници и участие в множество официални и международни изложби.
Творчеството на Камберов се отличава с придържането му към техниките на старите майстори, използвайки деликатни полутонове и сложни детайли. Някои от неговите шедьоври са създадени с изключителна бързина и спонтанност, докато други са изработени с години прецизна работа, често с игла под лупа, което показва неговата отдаденост на детайла. Този педантичен подход му донася признание от Националната федерация на френската култура, която оценява неговите творби като „музейни експонати“ – свидетелство за тяхното неповторимо качество.
През своята кариера Камберов получава множество престижни награди. Той е удостоен два пъти със „Златно платно“, смятано за еквивалент на „Оскар“ в изобразителното изкуство. Неговото изключително творческо усещане, техническо майсторство и богати композиции му носят титлата „Художник номер едно на Европа“, както и много други отличия. Приносът му към съвременното изкуство е допълнително признат от Френската академия, която му присъжда наградата „Творец на днешното време“, както и Рубиновата награда за оригиналност в цялостното му творчество.
През 1993 г. Камберов е приет за почетен член на Асоциацията на есенния салон в Париж, където неговите творби са изложени наред с тези на майстори като Пикасо, Реноар, Сезан, Шагал и Матис. Той е удостоен и с титлата Doctor Honoris Causa от „Международната академия за съвременно изкуство“ на Белгия, където получава множество почести, включително златен медал и Орден на офицера за своите артистични постижения.
През 1997 г. Камберов основава първата си художествена галерия в София, а втората през 2000 г. Същата година той създава Фондация „Камберов“ за подкрепа и популяризиране на българското визуално изкуство. Фондацията изиграва ключова роля в организирането на изложби, семинари и пленери, както и в отварянето на училище по живопис, насочено към подготовката на млади български художници за конкуренция на европейско ниво.
Михаил Камберов е наричан „Кралят на етюда“ от своите ученици, които го помнят със сияйната му усмивка, заразителната му страст към рисуването и дълбоката му отдаденост на преподаването. Ученик на Дечко Узунов и Илия Петров, Камберов продължава тяхното наследство, като оставя значителен отпечатък върху българската художествена сцена.
През годините творбите на Камберов са излагани в престижни галерии по целия свят, включително „Лувъра“ в Париж, и в страни като Германия, Австрия, Великобритания, Швейцария, Китай, Япония, Русия, Полша и много други. Неговите картини са част от множество музеи, частни колекции и институции в Европа, Америка и Азия, като над сто негови произведения се намират само във Франция.

## Награди и отличия
- Златен медал „Никола Маринов“ на международен пленер в Търговище, България (1988).
- Членство и множество награди от Международната академия за съвременни изкуства на Белгия, включително Златна палма и Международен сребърен медал (1995).
- Назначен за Художник на Европейската общност от Националната федерация на френската култура (1997).
- Първа награда на Международната изложба на съвременното изкуство, Марсилия, Франция (1998).
- Гран при на Международната изложба на съвременното изкуство, Мулен д'Оргон, Франция (1998).
- Златен медал във Ван Гог залата в Арл, Франция (1998).
- Множество награди Златно платно от Националната федерация на френската култура (2002, 2003, 2005).
- Доктор Honoris Causa от Международната академия за съвременно изкуство в Белгия (2004).
- Трофей „Отдаденост“ от Националната федерация на френската култура (2004).
- Орден на офицера за артистични заслуги от Международната академия за съвременно изкуство в Белгия (2004).
- Признание „Художник номер едно на Европа“ за изключително творческо усещане и техника (2004).
- Златни медали в категория „Визуални изкуства“ на Европейската художествена група (2004, 2006).
- Почетна награда „Творец на днешното време“ от Френската академия (2004).
- Сребърен медал от Асоциацията за изкуство, наука и литература, връчен от Жак Ширак (2005).
- Златен медал и Медал на честта от Международната академия за съвременно изкуство в Белгия (2005).
- Посланик на Кралската академия на Белгия (2006).[3]

## Присъствие в музеи
- Национална галерия, София, България
- Софийска градска художествена галерия, България
- Галерия на Националната художествена академия, София, България
- Музеен център Созопол, България
- Институт за защита на културните паметници и Национален музей, Охрид, Македония
- Национална библиотека на Франция, Париж[4]

## Самостоятелни изложби
Камберов организира първата си самостоятелна изложба през 1991 г. в Бад Кройцнах, Германия, която поставя началото на плодовита кариера, включваща множество изложби в България и чужбина, включително в Берлин, Прага, Париж, Атина, Варшава и много други.

## Международни и национални събития
Творчеството на Камберов е представяно на множество международни събития, от Международния панаир на изкуствата „ART Basel“ в Швейцария до Есенния салон в Париж, където той последователно представя българското изкуство на световната сцена. Включването му в Голямата енциклопедия „България“ и книгата „1000 причини да се гордееш, че си българин“ подчертава значимостта му за културното наследство на страната.
Наследството на Михаил Камберов като художник се определя от неговата изключителна техника, яркия и експресивен подход към цветовете и способността му да улавя същността на живота и природата в своите произведения. Неговият принос към света на изкуството, както като творец, така и като ментор, продължава да вдъхновява и влияе на поколения художници.